# Lijst van oorlogsmonumenten in Vught
De Nederlandse gemeente Vught heeft zestien oorlogsmonumenten. Hieronder een overzicht.
| Nr.  | Object                             | Herdachte groep                                                                            | Ontwerper                                                             | Onthulling       | Type            | Locatie                      | Plaats   | Coördinaten                   | Foto                             |
| ---- | ---------------------------------- | ------------------------------------------------------------------------------------------ | --------------------------------------------------------------------- | ---------------- | --------------- | ---------------------------- | -------- | ----------------------------- | -------------------------------- |
| 796  | Joodse plaquette                   | vervolgden Nederland                                                                       | Otto Treumann                                                         | 1 oktober 1984   | plaquette       | Stationsplein                | Vught    | 51° 41' 26" NB, 5° 17' 45" OL | Joodse plaquette                 |
| 797  | Monument voor Belgische gevangenen | vervolgden Nederland, overig                                                               |                                                                       | 31 oktober 1976  | plaquette       | Stationsplein                | Vught    | 51° 41' 26" NB, 5° 17' 45" OL |                                  |
| 877  | Het Bunkerdrama                    | vervolgden Nederland                                                                       |                                                                       |                  | plaquette       | Lunettenlaan 600, 5260 AA    | Vught    | 51° 39' 58" NB, 5° 15' 33" OL |                                  |
| 878  | Nationaal Monument Kamp Vught      | vervolgden Nederland                                                                       |                                                                       | 18 april 1990    | overig          | Lunettenlaan 600, 5260 AA    | Vught    | 51° 39' 58" NB, 5° 15' 33" OL | Nationaal Monument Kamp Vught    |
| 950  | Sachsenhausen-monument             | vervolgden Nederland, verzet Nederland                                                     | dhr. L.H. van Deene (24-02-1924)                                      | 6 september 1994 | gedenksteen     | Reeburgpark                  | Vught    | 51° 39' 30" NB, 5° 17' 55" OL |                                  |
| 1981 | Kindergedenkteken                  | vervolgden Nederland                                                                       | Teus van den Berg-Been                                                | 5 september 1999 | beeld/sculptuur | Lunettenlaan 600, 5260 AA    | Vught    | 51° 39' 58" NB, 5° 15' 33" OL | Kindergedenkteken                |
| 2074 | Monument op de Fusilladeplaats     | verzet Nederland                                                                           | Johannes F. van Herwerden                                             | 20 december 1947 | gedenkmuur      | Lunettenlaan 600, 5260 AA    | Vught    | 51° 39' 58" NB, 5° 15' 33" OL |                                  |
| 2416 | Gedenkraam in de Sint-Petruskerk   | vervolgden Nederland                                                                       | Marius de Leeuw                                                       | 1996             | glas-in-lood    | Heuvel 4, 5261 EE            | Vught    | 51° 39' 29" NB, 5° 17' 55" OL | Gedenkraam in de Sint-Petruskerk |
| 2417 | Monument in de Sint-Lambertustoren | militairen in dienst van het Ned. Kon. 1940-1945, burgerslachtoffers, vervolgden Nederland | Frans van der Burght (gedenkplaat), ontwerper=Pieter Wiegersma (raam) | 4 mei 1958       | plaquette       | Helvoirtseweg 7, 5261 CA     | Vught    | 51° 39' 38" NB, 5° 17' 51" OL |                                  |
| 2418 | Gedenkraam in het gemeentehuis     | overig, vervolgden Nederland                                                               | Nico Schrier                                                          | 1952             | glas-in-lood    | Leeuwensteinplein 5, 5261 EV | Vught    | 51° 39' 21" NB, 5° 18' 1" OL  | Gedenkraam in het gemeentehuis   |
| 2419 | Plaquette in het raadhuis          | vervolgden Nederland, overig                                                               |                                                                       |                  | plaquette       | Leeuwensteinplein 5, 5261 EV | Vught    | 51° 39' 21" NB, 5° 18' 1" OL  |                                  |
| 2652 | Plaquette in de Sint-Petruskerk    | vervolgden Nederland                                                                       |                                                                       |                  | plaquette       | Heuvel 4, 5261 EE            | Vught    | 51° 39' 29" NB, 5° 17' 55" OL |                                  |
| 3599 | Indië-monument                     | militairen in dienst van het Ned. Kon. na 1945                                             |                                                                       | 15 augustus 1996 | gedenkmuur      | Kerkstraat 54, 5261 CS       | Vught    | 51° 39' 28" NB, 5° 17' 41" OL |                                  |
| 3059 | Helvoirt, oorlogsmonument          | militairen in dienst van het Ned. Kon. 1940-1945, burgerslachtoffers                       | Piet Verdonk                                                          | 1951             | gedenksteen     | Torenstraat, 5268            | Helvoirt | 51° 37' 58" NB, 5° 14' 7" OL  |                                  |
| 3060 | Monument aan de Distelberg         | geallieerde militairen                                                                     |                                                                       |                  | Kruis           | Distelberg, 5268             | Helvoirt | 51° 39' 38" NB, 5° 12' 22" OL |                                  |
| 3061 | Herdenkingskruis                   | geallieerde militairen, burgerslachtoffers                                                 |                                                                       |                  | Kruis           | Distelberg, 5268             | Helvoirt | 51° 39' 38" NB, 5° 12' 22" OL |                                  |

Alphen-Chaam ·
Altena ·
Asten ·
Baarle-Nassau ·
Bergeijk ·
Bergen op Zoom ·
Bernheze ·
Best ·
Bladel ·
Boekel ·
Boxtel ·
Breda ·
Cranendonck ·
Deurne ·
Dongen ·
Drimmelen ·
Eersel ·
Eindhoven ·
Etten-Leur ·
Geertruidenberg ·
Geldrop-Mierlo ·
Gemert-Bakel ·
Gilze en Rijen ·
Goirle ·
Halderberge ·
Heeze-Leende ·
Helmond ·
's-Hertogenbosch ·
Heusden ·
Hilvarenbeek ·
Laarbeek ·
Land van Cuijk ·
Loon op Zand ·
Maashorst ·
Meierijstad ·
Moerdijk ·
Nuenen, Gerwen en Nederwetten ·
Oirschot ·
Oisterwijk ·
Oosterhout ·
Oss ·
Reusel-De Mierden ·
Roosendaal ·
Rucphen ·
Sint-Michielsgestel ·
Someren ·
Son en Breugel ·
Steenbergen ·
Tilburg ·
Valkenswaard ·
Veldhoven ·
Vught ·
Waalre ·
Waalwijk ·
Woensdrecht ·
Zundert